# D. 우즈
D. 우즈(D. Woods, 1985년 7월 6일 ~ )는 미국의 싱어송라이터, 댄서, 배우이다.

## 같이 보기
- 배드 보이 레코드